# Mary Stuart (film, 1913)
Pour les articles homonymes, voir Mary Stuart.
Pour plus de détails, voir Fiche technique et Distribution.
Mary Stuart est un film américain réalisé par Walter Edwin, sorti en 1913. 
Ce film muet en noir et blanc est l'adaptation d'une pièce de théâtre de Friedrich von Schiller parue en 1800, Maria Stuart.

## Synopsis
Les derniers jours de Marie Stuart, reine d'Écosse avant qu'elle ne meurt.

## Fiche technique
- Titre original : Mary Stuart
- Réalisation : Walter Edwin
- Scénario : J. Searle Dawley, d'après une pièce de théâtre de Friedrich von Schiller parue en 1800, Maria Stuart
- Société de production : Edison Company
- Société de distribution : General Film Company
- Pays d'origine :  États-Unis
- Langue : anglais
- Format : Noir et blanc – 1,33:1 – 35 mm – Muet
- Genre : Historique et biopic
- Longueur de pellicule : 900 m (3 bobines)
- Année : 1913
- Dates de sortie :
  -  États-Unis : 21 juin 1913

## Distribution
- Mary Fuller : Mary Stuart
- Richard Neill : Lord Darnley
- Elizabeth Miller : Hannah Kennedy
- Wallace Scott : Rizzio, le ménestrel
- Charles Ogle : Sir Amias Paulet
- Charles Sutton (en) : l'évêque de Reims
- Bigelow Cooper : Sir Edward Mortimer
- Robert Brower : Lord Burleigh
- Miriam Nesbitt (en) : la reine Elizabeth
- Marc McDermott : le comte de Leicester
- Edward Boulden : le bouffon
- Julian Reed : le moine
- William West : le médecin de Mary Stuart